# Alena
Alena je žensko osebno ime.

## Izvor imena
Ime Alena je skrajšana oblika ženskega imena Magdalena.

## Različice imena
Alenka, Lena

## Pogostost imena
Po podatkih Statističnega urada Republike Slovenije je bilo na dan 31. decembra 2007 v Sloveniji število ženskih oseb z imenom Alena: 66.

## Osebni praznik
Osebe z imenom Alena lahko godujejo skupaj z Magdalenami.